# Кейси, Дуэйн
Дуэйн Кейси (англ. Dwane Casey; род. 17 апреля 1957 года в Морганфилде, Кентукки, США) — в прошлом баскетболист NCAA, в последний раз работающий главным тренером команды Национальной баскетбольной ассоциации «Детройт Пистонс».

## Тренерская карьера
Кейси начал работать баскетбольным тренером в 1979 году, став ассистентом главного тренера Кентуккийского университета. В конце марта 1988 года, когда он ещё занимал эту должность, работники Emery Worldwide обнаружили конверт, в котором находилась 1000 долларов. Конверт был адресован Клоду Миллзу, отцу рекрута Криса Миллза, а отправителем значился Кейси. Руководство Кентуккийского университета, объявило, что в ходе проведённого ими расследования, не было найдено достаточно доказательств того, что Кейси посылал эти деньги. Однако этот скандал вынудил Кейси подать в отставку и NCAA дала ему пятилетний испытательный срок.
После ухода из NCAA, Кейси работал ассистентом тренера в «Сиэтл Суперсоникс». Во время его работы в «Соникс», команда четыре раза становилась победителем дивизиона. В летнее время он работал тренером мужской сборной Японии по баскетболу и летом 1998 года, под его руководством японская сборная впервые за 30 лет попала на чемпионат мира по баскетболу.
В начале сезона 2005/06 Кейси занял пост главного тренера «Миннесоты Тимбервулвз». За 1,5 года с командой её результат составил 53-69 и 23 января 2007 года Кейси был уволен с занимаемой должности. В момент его увольнения команда шла с показателем 20-20, после его ухода, под руководством Рэнди Уиттмана, команда одержала всего 12 побед и потерпела 30 поражений.
Начиная с сезона 2008/09 Кейси работал ассистентом главного тренера «Даллас Маверикс». В сезоне 2009/10 «Маверикс» завоевали титул чемпиона дивизиона, а в 2011 году стали чемпионами НБА.
В начале июня 2011 года клуб «Торонто Рэпторс» решил не продлевать контракт со своим главным тренером Джеем Триано и 21 июня было объявлено, что Кейси станет новым главным тренером команды.
28 января 2018 года Кейси стал тренером одной из команд на матче всех звёзд НБА. По итогам регулярного чемпионата 2017/18 годов «Рэпторс» стали лидерами Восточной конференции, одержав рекордное количество побед в истории клуба. В плей-офф Торонто одержало победу над «Вашингтон Уизардс» в шести матчах, но уже во втором раунде проиграли «Кливленд Кавальерс» в четырёх матчах. Несмотря на эти успехи и то, что Кейси стал лучшим тренером чемпионата по версии Ассоциации баскетбольных тренеров 11 мая 2018 года Рэпторс расторгли с ним контракт. Вскоре после этого Дуэйн получил награду тренера года НБА.
11 июня 2018 года он подписал пятилетний контракт с «Детройт Пистонс».
9 апреля 2023 года было объявлено, что Кейси покинет пост главного тренера после завершения сезона 2022/23 и перейдет на работу во фронт-офис «Пистонс».